# Крум, Паола
Андреа Паола Крум (исп. Andrea Paola Krum, род. 21 июня 1970, Палермо, Буэнос-Айрес, Аргентина) ― актриса, певица и танцовщица.

## Юность
Андреа Паола Крум родилась 21 июня 1970 в Палермо, Буэнос-Айрес, Аргентина в семье Рауля Крума и Терезиты О'Доннелл. У нее также есть трое братьев. В возрасте 10 лет она начала обучаться танцам, вокалу и актерскому мастерству. Травма ноги в возрасте 15 лет помешала ей продолжить танцевать. Первое время она работала кассиром в магазине своей тети. Параллельно она обучалась театральному искусству.

## Карьера
Изначально она начала выступать в мюзиклах. Затем последовали съёмки в телесериалах, таких как «Только для пары», «Непокорное сердце», «Женщины навсегда» и «Архангел». После этого она стала выбирать более сложные и запутанные роли. В 1996 году снялась в театральной постановке «Стальные цветы».
Позже сыграла главную героиню в сериалах «Рафа» и «Крылья, сила и страсть». Ее дебют в кино состоялся в 1999 году в фильме «Река Эскондидо», режиссера Мерседес Гарсия Гевара. В том же году она снялась в роли Флоренсии в теленовелле «Дикий ангел», а также в фильме «Мщение». В 2000 году она вернулась в мюзиклы, сыграв Элизу Дулитл в «Моей прекрасной леди». В последний раз она появлялась на сцене в «Монологах вагины». Вернувшись на телевидение в 2001 году, она снялась в сериале «Четыре подруги». В 2003 году Паола отправилась в Испанию, чтобы снять фильм «Жизнь здесь». Ее главная роль в мини-сериале «Эпитафии» (показанном в США в 2005 году) прославила ее в Северной Америке. В 2006 году она снялась в сериале «Монтекристо», который транслировался на Telefe.

## Личная жизнь
С 1993 по 1994 год состояла в отношениях с лирическим певцом Фернандо Чиуффо. Во время съёмок в сериале «Непокорное сердце» она влюбляется в актера Пабло Раго, они были вместе с 1994 по 1997 год. С 1999 по 2001 год она встречалась с диджеем и музыкантом Николасом Котой. В конце 2004 года она начала встречаться с актером Хоакином Фурриелем. Их дочь Элоиса Фурриель Крум родилась 9 февраля 2008 года. Они развелись в марте 2011 года.

## Фильмография

### Театр
| Год       | Название                           | Роль      | Театр                               |
| --------- | ---------------------------------- | --------- | ----------------------------------- |
| 1991–1992 | Дракула, мюзикл                    | Lucy      | Luna Park                           |
| 1993      | El Jorobado de París               | Esmeralda | Luna Park                           |
| 1996      | Steel Magnolias                    | Shelby    | Lasalle                             |
| 1999      | Puck, sueño de una noche de verano | Titania   | La Trastienda                       |
| 2000      | Mi bella dama                      | Eliza     | Teatro El Nacional                  |
| 2001      | Los monólogos de la vagina         |           | Paseo La Plaza                      |
| 2004      | Aplausos                           | Eva       | Teatro El Nacional                  |
| 2005      | Sueño de una noche de verano       | Titania   | Teatro Municipal General San Martín |
| 2007      | Tres versiones de la vida          | Sonia     | Multiteatro                         |
| 2013      | Traición                           | Emma      | El Picadero                         |
| 2014      | A Electra le sienta bien el luto   | Electra   | Teatro Municipal General San Martín |
| 2015–2016 | La chica del adiós                 | Paula     | Teatro Metropolitan                 |

### Телевидение
| Год       | Название                                | Роль                                | Канал      | Примечание                              |
| --------- | --------------------------------------- | ----------------------------------- | ---------- | --------------------------------------- |
| 1991      | Дар небес                               | Лусиана Эстрада                     | Canal 9    |                                         |
| 1993      | Только для пар                          | Паола                               | Canal 9    |                                         |
| 1994–1995 | Непокорное сердце                       | Моника Сандовал                     | Canal 9    |                                         |
| 1995      | Высокая комедия                         | Паола                               | Canal 9    | Episode: "El minuto final"              |
| 1995–1996 | Вечно маленькие женщины                 | Алехандра Моралес                   | Canal 9    |                                         |
| 1996      | Специальные предложения Алехандро Дориа | Агеда                               | Telefe     | Episode: "Cavar un foso"                |
| 1997      | Архангел                                | Энди Блум                           | Telefe     |                                         |
| 1997      | Рафа                                    | Камила                              | Telefe     |                                         |
| 1998      | Крылья, сила и страсть                  | Сесилия Фрейре                      | Canal 13   |                                         |
| 1999      | Дикий ангел                             | Флоренсия Риццо де Ди Карло-Миранда | Telefe     |                                         |
| 2001      | Рассказы из фильмов                     | Мария                               | TV Pública | Episode: "La cautiva"                   |
| 2001      | Четыре подруги                          | София Кеведо                        | Telefe     |                                         |
| 2002      | 099 Центральный                         | Патриция Ледесма                    | Canal 13   |                                         |
| 2002      | Неверный                                | Карола                              | Telefe     | Episode: "El caso M"                    |
| 2003      | Жизнь здесь                             | Ана                                 |            | Telefilme                               |
| 2004      | Эпитафии                                | Лаура Сантини                       | HBO        |                                         |
| 2005      | Добычи                                  | София                               | Canal 13   | Episode 10: "Feliz año nuevo, mi amor"  |
| 2006      | Монте-Кристо                            | Лаура Саенс                         | Telefe     |                                         |
| 2011      | Женщины-убийцы                          | Мариана Эстевес                     | Telefe     |                                         |
| 2012–2013 | Компульсивные времена                   | Жюльетта Деспейру                   | Canal 13   |                                         |
| 2013      | 30 взглядов Мальвины                    | Анхелика                            | TV Pública | Short film: "Teoría sobre las colonias" |
| 2017      | Я хочу жить рядом с тобой               | Вероника Петруччи де Романо         | Canal 13   |                                         |
| 2019      | Другие грехи                            | Вероника Флетчер                    | Canal 13   |                                         |

### Кино
| Год  | Фильм            | Роль      | Режиссер                |
| ---- | ---------------- | --------- | ----------------------- |
| 1998 | Маяк             | Соня      | Eduardo Mignogna        |
| 1999 | Месть            | Йоли      | Juan Carlos Desanzo     |
| 1999 | Скрытая река     | Ана       | Mercedes García Guevara |
| 2001 | Нечего терять    | Аугустина | Enrique Aguilar         |
| 2001 | Пленный          | Мария     | Israel Adrián Caetano   |
| 2003 | Седьмой архангел | Паула     |                         |
| 2003 | Жизнь здесь      | Ана       |                         |
| 2005 | Удача брошена    | Марибель  |                         |